# Thesium
Es un género con 245 especies de plantas de flores perteneciente a la familia Santalaceae. Son especialmente numerosas en Sudáfrica; algunas especies son nativas de América del Sur; en China hay 16 especies, 9 de ellas endémicas.

## Especies seleccionadas
- Thesium alpinum
- Thesium bomiense
- Thesium brevibracteatum
- Thesium cathaicum
- Thesium chinense
- Thesium emodi
- Thesium funale
- Thesium himalense
- Thesium humifusum
- Thesium jarmilae
- Thesium longiflorum
- Thesium longifolium
- Thesium orgadophilum
- Thesium psilotoides
- Thesium pyrenaicum
- Thesium ramosoides
- Thesium refractum
- Thesium remotebracteatum
- Thesium strictum
- Thesium tongolicum
- Thesium viridifolium